# Паллада и Кентавр
«Паллада и Кентавр» (итал. Pallade e il centauro) — картина  итальянского живописца периода кватроченто (раннего итальянского Возрождения) флорентийской школы Сандро Боттичелли. Написана в 1483 году темперой на холсте, а не на дереве, как обычно. Хранится в галерее Уффици, Флоренция. Картина, как и другие главные шедевры художника: «Весна», «Рождение Венеры», «Мадонна Маньификат», «Поклонение волхвов», экспонируется в отдельном «Зале Боттичелли».

## История

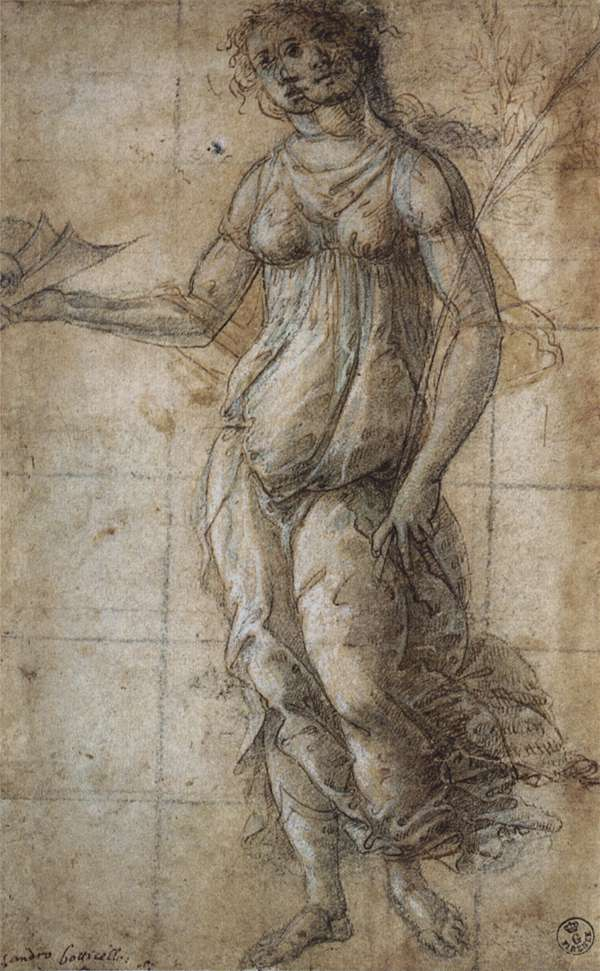
Подготовительный рисунок к картине. Ок. 1490. Бумага, уголь, бистр, перо, мел. Уффици, Флоренция

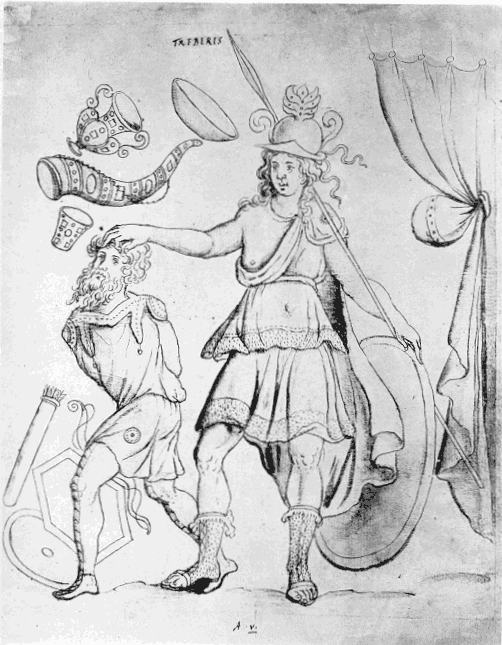
Персонификация города Трира в Хронографе 354 года. Копия (оригинал не сохранился)

Картина была написана для Лоренцо Медичи Великолепного, герцога Флоренции, или для одного из его близких сторонников, о чём свидетельствует личный геральдический знак Лоренцо, который изображён на мантии Афины Паллады. Произведение упоминается в описях имущества 1498, 1503 и 1516 годов дворца Медичи на Виа Ларга, над входной дверью в прихожую, недалеко от картины Боттичелли «Весна». Исследователи всё чаще склоняются к объединению истории четырёх выдающихся работ Боттичелли на мифологические сюжеты («Весна», «Рождение Венеры», «Венера и Марс», «Паллада и Кентавр»), возможно, составляющих часть единого цикла, написанного по возвращении художника из Рима после 1482 года. Косвенным подтверждением такой датировки является некоторое сходство картины Сандро с произведениями Пьетро Перуджино и Луки Синьорелли, с которыми Боттичелли работал в Сикстинской капелле в Ватикане; фигура кентавра также связана с рельефами римских саркофагов, которые художник мог увидеть и изучить в вечном городе.
Картина Боттичелли долгое время находилась на Вилле Кастелло вблизи Флоренции, принадлежавшей Козимо I Медичи. Большинство историков искусства сходятся во мнении, что картина была написана в 1483 году по заказу Лоренцо Медичи по случаю бракосочетания Лоренцо ди Пьерфранческо Медичи (двоюродного брата Лоренцо Великолепного), владевшего виллой Кастелло, с Семирамидой Аппиани, дочерью Якова III дельи Аппиани д’Арагона. Этот брак был подготовлен самим Лоренцо Медичи по причинам политического характера. Подтверждением этой версии является запись, обнаруженная в описи имущества виллы 1499 года.
Около 1830 года из галереи Уффици картина была перенесена в Палаццо Питти и надолго попала в запасники. С 1893 года она экспонировалась в Королевских апартаментах. В 1922 году картина вернулась в галерею Уффици.

## Композиция и персонажи картины
На фоне загадочной скалообразной архитектуры, справа от которой открывается озёрный пейзаж, изображена изящная и в то же время строгая молодая женщина, вооружённая тяжёлой алебардой. Она держит за волосы кентавра, покорно взирающего на неё. Прекрасная дева увенчана венком, сплетённым из веток оливы, которые опоясывают также её грудь и руки. Она одета в широкий зелёный плащ, наброшенный на лёгкое одеяние со свободно ниспадающими складками ткани, которую украшают эмблемы рода Медичи в виде трёх колец с пирамидальными бриллиантами. Женщина изящным жестом укрощает дикое существо. Кентавр как бы обнаруживает собственную слабость перед лицом грациозной женской силы.
Картину справедливо рассматривают в качестве аллегории просвещённого правления герцога Лоренцо Медичи Великолепного. Вначале картину именовали «Камилла и сатир», ещё одно название — «Минерва, укрощающая кентавра». Боттичелли изобразил богиню Афину (у римлян Минерва), вопреки названию, не в образе Паллады («Воинственной»), хотя она и держит алебарду (в античности атрибутом богини было копьё), а в образе Пацифики («Мирной»). Богиня показана без копья, шлема и щита. Венок и ветви масличного дерева, украшающие богиню, являются атрибутами фигуры Мира. Кораблик вдали напоминает о мечте герцога Лоренцо дать выход Флоренции к морю.
Согласно философии членов Платоновской академии в Кареджи при дворе Медичи Минерва Пацифика олицетворяет духовное начало в человеке, кентавр — низменные инстинкты. Богиня усмиряет кентавра, ухватив его за прядь волос. Аллегория прочитывается ясно: торжество умеренности, победа разума над плотскими страстями.
Философский смысл композиции является своего рода манифестом флорентийского гуманизма второй половины XV века.
Американский учёный-археолог Артур Фротингем предположил, что идея картины могла прийти к Боттичелли из изображения в Хронографе 354 года, римском календаре Фурия Дионисия Филокала, секретаря папы Дамасия I. Календарь изображает олицетворение города Трир в виде женщины-воина с копьём и щитом, держащей за волосы мужскую фигуру с луком и стрелами у ног.
Другое, политическое прочтение картины заключается в том, что она представляет дипломатические действия, предпринятые Лоренцо Великолепным, стремившимся заключить сепаратный мир с Неаполитанским королевством, чтобы избежать его присоединения к антифлорентийскому союзу, поддерживаемому папой Сикстом IV; в этом случае кентавр будет Римом, а богиня — олицетворением Флоренции, а на дальнем плане изображён Неаполитанский залив. Эта интерпретация оправдала бы венок и украшение платья богини оливковыми ветвями, которые, как известно, являются символом мира.